# Trypeticus convexicollis
Trypeticus convexicollis är en skalbaggsart som beskrevs av Kanaar 2003. Trypeticus convexicollis ingår i släktet Trypeticus och familjen stumpbaggar. Inga underarter finns listade i Catalogue of Life.